# كيسوكي ماينغيشي
كيسوكي ماينغيشي (باليابانية: 嶺岸 佳介) (12 سبتمبر 1991 في سنداي في اليابان – )؛ هو لاعب كرة قدم ياباني سابق كان يلعب كمدافع.

## وصلات خارجية
- كيسوكي ماينغيشي على موقع رابطة كرة القدم اليابانية للمحترفين (اليابانية)
- كيسوكي ماينغيشي على موقع قاعدة بيانات كرة القدم.إي يو (الإنجليزية)
- كيسوكي ماينغيشي على موقع Soccerway.com (الإنجليزية)
- كيسوكي ماينغيشي على موقع عالم كرة القدم.نت (الإنجليزية)